# Manfreda planifolia
Manfreda planifolia là một loài thực vật có hoa trong họ Măng tây. Loài này được (S.Watson) Rose mô tả khoa học đầu tiên năm 1903.